# 阿奎博格 (紐約州)
阿奎博格（英語：Aquebogue）是位於美國紐約州薩福克縣的普查規定居民點。

## 人口
根據2020年美國人口普查的數據，阿奎博格的面積為10.12平方千米，當中陸地面積為9.85平方千米，而水域面積為0.26平方千米。當地共有人口2547人，而人口密度為每平方千米251.68人。